# Université de Sydney
L'université de Sydney (en anglais : The University of Sydney ou de façon informelle Sydney Uni, USyd ou tout simplement Sydney) est la plus ancienne université d'Australie.

## Description et classement
Elle a été créée en 1850. Elle est membre du Groupe des Huit, les huit meilleures universités australiennes classées en fonction de leur performance. En 2008, l'université avait 46 054 étudiants et 3 081 (en équivalent plein temps) enseignants et elle était classée au second rang des universités australiennes. En dotation financière, elle est la plus riche université du pays.
L'université de Sydney a été classée parmi les 40 meilleures universités du monde entier par diverses sources. Le Times Higher Education Supplement World University Rankings du Royaume-Uni d'octobre 2006 classait l'université au cinquième rang mondial pour les arts et les lettres, au dix-neuvième pour les sciences sociales et au vingtième pour les sciences biomédicales. L'université dans son ensemble a été classée au 37e rang mondial en 2008 dans cette même publication, en deuxième position pour les universités australiennes. Dans le classement des 100 meilleures universités au monde du Newsweek en 2006, l'université de Sydney (avec l'université nationale australienne -ANU-) a été l'une des deux universités australiennes placée dans le top 50 mondial.
Dans le récent classement THES publié en novembre 2008, l'université a été classée 37e au classement général mondial, gardant sa position de deuxième université australienne derrière l'ANU (16e).
Basée sur les principes des universités d'Oxford et de Cambridge, l'université a un campus principal au sud-ouest de Sydney-centre et un certain nombre d'autres campus apparus à la suite de fusions au cours des 20 dernières années.
L'université de Sydney est membre du Groupe des Huit, de l'Association des universités des bords du Pacifique (APRU) et de la Worldwide Universities Network.

## Histoire
En 1848, William Wentworth proposa au conseil législatif de transformer le Collège de Sydney (Sydney College) en une université. Wentworth fit valoir qu'une université était une nécessité pour la croissance d'une société aspirant à l'indépendance et que cela permettrait à «tous les enfants du pays de devenir un savant utile au destin de son pays». Il fallut cependant deux tentatives à Wentworth pour que son plan soit finalement adopté.
L'université fut créée par l'adoption de la Loi sur l'université de Sydney (University of Sydney Act) qui fut signée le 1er octobre 1850. Deux ans plus tard, l'Université était inaugurée le 11 octobre 1852 dans le grand amphithéâtre de ce qui est aujourd'hui la faculté des Lettres de Sydney. Le premier principal fut John Woolley. Le 27 février 1858, l'université reçut sa charte royale de la reine Victoria, les diplômes délivrés par l'Université ayant la même valeur que ceux délivrés par les universités du Royaume-Uni. En 1859, l'université déménagea sur son site actuel dans le quartier de Camperdown.
En 1858, une loi électorale fut votée prévoyant que l'université aurait un représentant à l'Assemblée législative dès qu'il y aurait 100 diplômes de doctorat délivrés. Ce siège fut occupé en 1876 mais fut supprimé en 1880, un an après que son deuxième représentant, Edmund Barton, fut élu.
La plus grande partie des biens de John Challis Henry a été léguée à l'université, qui a ainsi reçu une somme de 200 000 £ en 1889. Ceci en partie grâce à William Montagu Manning (chancelier 1878-1895) qui s'éleva contre les prétentions des inspecteurs des impôts britanniques. L'année suivante, sept chaires furent créées: anatomie, zoologie, ingénierie, histoire, droit, philosophie et littérature moderne.
En 1990, le Higher Education (Amalgamation) Act 1989 (NSW) a incorporé dans l'Université un certain nombre d'écoles: 
- le Conservatoire de musique de l'État
- le collège des sciences de la santé du Cumberland
- le Sydney College of the Arts de l'Institut des Lettres
- l'institut de formation des enseignants
- l'Institut des études en soins infirmiers
- le Centre des métiers

Le collège agricole d'Orange -Orange Agricultural College (OAC)- a dans un premier temps été transféré par la loi à l'Université de Nouvelle-Angleterre puis transféré à l'Université de Sydney en 1994, dans le cadre des réformes de l'Université de Nouvelle-Angleterre. En janvier 2005, l'Université de Sydney a transféré la CAO à l'université Charles Sturt.
Le New England University College a été créé en 1938 dans le cadre de l'université de Sydney puis transféré à l'université de la Nouvelle-Angleterre en 1954.
En février 2007, l'Université a accepté d'acquérir une partie des terres cédées par le collège St John pour agrandir le Sydney Institute of Health and Medical Research. Institution catholique, la remise des terres a entrainé une limitation du type de recherches médicales qui peuvent être réalisées dans les locaux, cherchant à préserver l'essence de la mission du Collège. Cela a suscité des inquiétudes parmi quelques groupes qui affirment que cela pourrait interférer avec la recherche médicale. Cette remarque fut toutefois rejetée par l'administration de l'université parce que les bâtiments acquis n'étaient pas destinés à cette fin et qu'il existait de nombreuses autres installations à proximité, où ce type de recherche pouvait avoir lieu.

## Campus et écoles associées
- Camperdown/Darlington campus (campus principal)
- Mallett Street campus
- Cumberland campus
- Surry Hills campus
- Sydney Law School
- Sydney College of the Arts
- Conservatoire de musique de Sydney (en)
- Orange Agricultural College
- Camden campus
- Narrabri Plant Research Centre

## Sport
- Université de Sydney Handball Club, club de handball
- Sydney University Football Club, club de rugby

## Personnalités liées à l'université

### Étudiants
- Joan Alder
- Joan Maie Freeman
- Mark Raymond Speakman
- Claire Weekes
- Mercedes Concepcion, démographe